# Anna (musikalbum)
Anna är ett musikalbum från 1985 som var den svenska sångerskan Anna-Carin Larssons debutalbum.  Hon vad mer känd under artistnamnet Anna.

## Låtförteckning
| Nr           | Titel                 | Kompositör              | Längd |
| ------------ | --------------------- | ----------------------- | ----- |
| 1.           | Svartsjukan           | Anna                    | 3:35  |
| 2.           | Poker Joker           | Anna, Sayer, Poncia     | 3:36  |
| 3.           | På väg igen           | Anna, Hansson           | 4:06  |
| 4.           | Små lätta moln        | Rogefeldt               | 4:17  |
| 5.           | Ge dig av             | Anna                    | 3:32  |
| 6.           | Försoning             | Anna, Johansson, Lövbom | 3:56  |
| 7.           | Ta mig hem            | Anna, Alsing, Olausson  | 3:47  |
| 8.           | Uppgörelsen           | Anna                    | 4:38  |
| 9.           | Gör det               | Anna                    | 3:52  |
| 10.          | Vill både ha och inte | Anna                    | 5:45  |
| 11.          | Längtan till solen    | Anna, Müllrich Klein    | 4:41  |
| Total längd: | Total längd:          | Total längd:            | 45:46 |

## Medverkande
- Micke Jahn - gitarr
- Ola Johansson - bas
- Mats Olausson - keyboards
- Pelle Alsing - trummor
- Erik Häusler - alt-tenorsax
- Tommy Nilsson - kör
- Niklas Strömstedt - kör
- Tomas Opava - percussion